# Bulbasaur
Bulbasaur (japanska: フシギダネ Fushigidane) är en fiktiv karaktär från Pokémon-serien som är en av arterna av gräs-gift typ Pokémon och den ligger på det första numret i nationella Pokédexen. Den dök först upp i Pokémon Röd och Blå-spelen som en start-Pokémon, bredvid Charmander och Squirtle är det en av starterna i regionen Kanto. Den har senare dykt upp i olika varor, spinoff-titlar och animerade och tryckta anpassningar av serien.
Bulbasaur kan överleva i dagar huvudsakligen i solljus. Han gillar att ta en tupplur i solen. När han sover, fångar fröet på hans rygg strålarna och använder energi för att växa. Han är den centrala karaktären i anime-tv-serien. Han är med i olika manga och ägs av hjälten Red i Pokémon Adventures-manga. Bulbasaur har dykt upp i otaliga varor, inklusive leksaker, nyckelringar och plyschdockor.
Bulbasaur utvecklas till nivå 16 Ivysaur, som utvecklas till nivå 32 Venusaur. Venusaur kan också utvecklas till Mega Venusaur om spelaren utrustar den med Venusaurit, men denna funktion lades först till Pokémon X och Y-spelen.
Sedan 2005 har det funnits ett engelskspråkigt fanuppslagsverk som heter Bulbapedia som är ägnat åt Pokémon och fått sitt namn efter Bulbasaur.